# Invasão do Morro dos Macacos em 2009
A invasão do Morro dos Macacos aconteceu em 17 de outubro de 2009, quando membros do Comando Vermelho se reuniram para tomar bocas de fumo dos Amigos dos Amigos, que controlava a área. O confronto deixou mortos, que fez com que a polícia fosse acionada. Os traficantes derrubaram um helicóptero da Polícia Militar e fugiram. Ao todo, 13 pessoas morreram e oito foram feridas. 26 pessoas foram indiciadas pela queda do helicóptero, porém houve apenas quatro condenações.

## Invasão
A invasão ocorreu em uma alta de violência que acontecia desde janeiro de 2009. Em 17 de outubro, traficantes do Comando Vermelho se reuniram no Morro São João e no Morro da Mangueira, e tentaram invadir o Morro dos Macacos, que era controlado pelo Amigos dos Amigos. Houve um tiroteio às 1h30 da manhã que deixou quatro mortos. Os moradores relatam que o tiroteio foi muito intenso e eles atearam fogo em pneus para chamar a atenção da polícia. Inicialmente o ato foi notificado como uma tentativa dos moradores de afastar a polícia do local, e a Coordenadoria de Operações e Recursos Especiais da Polícia Civil (PC) foi ao local para averiguar se os pneus foram queimados em uma invasão. A Polícia Militar (PM) foi acionada para pacificar a área. O tiroteio durou cinco horas. O Governo do Rio de Janeiro já sabia previamente da invasão, porém alegou que teve dificuldade em fazer a segurança da área pelo grande número de acessos ao morro. De acordo com José Mariano Beltrame, Secretário de Segurança do Rio, a invasão aconteceu a pé e de maneira gradual.
A PM montou um gabinete de crise no Batalhão da Tijuca. Entre os participantes da operação, estavam o o coronel Mário Sergio Duarte, coronel Marcos Jardim do 1º Comando de Policiamento de Área da Capital, coronel Robson Rodrigues do Batalhão de Choque, o coronel do Bope Luiz Henrique, além dos chefes do Estado Maior, coronel Álvaro Garcia e coronel Carlos Eduardo Milagres, além do 6º Batalhão de Polícia Militar e o Batalhão de Operações Especiais (BOPE), com apoio de um veículo blindado.

### Explosão de helicóptero
Na tentativa de controlar a invasão, a PC usou um helicóptero caveirão e a PM tentou pousar um helicóptero fênix, o "Fênix 03," do Grupamento Aero-Marítimo da Polícia Militar (GAM), com seis agentes dentro na comunidade, porém foi alvejado às 10h10 e pegou fogo. O piloto fez um pouso forçado em um campo de futebol na Vila Olímpica do Sampaio, na Zona Norte. Dois policiais morreram na hora e outro saiu correndo com o corpo em chamas, e morreu dois dias depois. O piloto também foi baleado na perna. O helicóptero explodiu pouco tempo depois. Toda a ação foi testemunhada pela repórter Maíra Menezes. Após a queda do helicóptero, o tiroteio voltou a acontecer e os traficantes incineraram ônibus.
Inicialmente a PM informou que havia quatro pessoas no helicóptero, mas a informação foi corrigida pouco tempo depois. As vítimas foram transportadas ao Hospital da Polícia Militar.

## Consequências
Ao todo, treze pessoas morreram. Oito pessoas foram feridas, dentre elas dois moradores do morro. Um dos policiais feridos foi major João Jaques Busnello, atirador de elite da PM. Dos PMs que estavam no helicóptero, Izo Gomes Patricio, Marcos Standler Macedo e Edney Canazaro morreram, o piloto Marcelo Vaz de Souza sofreu queimaduras na mão esquerda, o copiloto Marcelo Mendes levou um tiro no pé e o cabo Anderson dos Santos sofreu queimaduras graves. De acordo com a necrópsia, os três policiais no helicóptero morreram carbonizados e com grande sofrimento.
A escola municipal Jornalista Assis Chateaubriand foi alvejada e inciou-se um pequeno incêndio, que foi controlado rapidamente. Ao todo, 12 veículos foram queimados. De acordo com a polícia, eles foram queimados para os traficantes conseguirem escapar. A PM afirmou que oito ônibus haviam sido queimados, mas a Federação das Empresas de Transportes de Passageiros do Estado do Rio de Janeiro (Fetranpor) confirmou que foram dez. Além deles, foram queimados um carro e um caminhão da Companhia Municipal de Limpeza Urbana do Rio de Janeiro (Comlurb). Dois ônibus e um carro foram queimados na avenida Dom Helder Câmara e dois ônibus no Jacaré.

## Reações
Após a invasão, cerca de 3 mil policiais reforçaram o Morro dos Macacos. A PM suspendeu temporariamente o uso de helicópteros e repensou sua estratégia. O governador do Rio, Sérgio Cabral, anunciou a compra de um helicóptero blindado, que chegou em 2011. O dia seguinte no morro foi tranquilo.
O Governo Federal cogitou oferecer ajuda da Força Nacional para ajudar a controlar a criminalidade, mas o Ministro da Justiça Tarso Genro conversou com o Sérgio Cabral e concluiu que a PC e a PM tinham equipamentos o suficiente para lidar com a situação. Um dia após o ocorrido, o BOPE invadiu o Morro do Jacarezinho em busca dos responsáveis pela invasão, e duas pessoas morreram. Outras quatro pessoas foram detidas em um carro roubado. A PM também fez uma operação no Morro São João. O BOPE, a Companhia de Cães Farejadores e policiais militares do 3º Batalhão do Méier fizeram uma busca por corpos. A polícia também manteve o cerco nos morros São João, dos Macacos, Quieto e Matriz. Em 30 de novembro de 2010, a 13ª Unidade de Polícia Pacificadora foi inaugurada no Morro dos Macacos.
O incidente teve repercussão em veículos de mídia internacionais como El País, The New York Times, The Telegraph, The Guardian e o The Washington Post.

## Investigações e julgamento

### Investigações
A investigação do ocorrido ficou sob responsabilidade da 25ª DP (Engenho Novo), que indiciou 26 pessoas. Não se sabe quem de fato atirou no helicóptero. O número inicial de indiciados eram 20, e a PC chegou a afirmar que a invasão foi ordenada dentro do presídio federal de segurança máxima de Catanduvas, no Paraná, o que foi negado pelo Ministério da Justiça. A investigação acabou em 2010, mas o próprio Ministério Público entendeu que a PC deveria continuar, já que “não trouxeram aos autos um suporte probatório mínimo acerca de suas efetivas participações na empreitada criminosa, não autorizando, nesta oportunidade, a deflagração da pretensão punitiva estatal”.
Em 15 de março de 2022, a Polícia Federal realizou a Operação Florida Heat, para investigar um esquema de importações de armas dos Estados Unidos feito por Ronnie Lessa. Durante a operação, foi interceptada uma conversa de 10 de julho de 2020, onde os envolvidos no esquema discutem sobre uma munição capaz de atravessar blindados, o que levou a hipótese que os traficantes invasores tenham conseguido o armamento com Lessa.

### Condenações
Ao todo, quatro pessoas foram condenadas quela queda do helicóptero. Suas prisões foram decretadas em 2010 e elas estão sendo processadas desde 2018.
Em 12 de fevereiro de 2019, Luiz Carlos Santino da Rocha, o Playboy, foi condenado a 225 anos de prisão.
Em 15 de setembro de 2022, Magno Fernando Soeiro Tatagiba de Souza, o Magno da Mangueira, e Leandro Domingos Berçot, o Lacoste, foram condenados por  três homicídios qualificados e seis tentativas de homicídio a 193 anos, um mês e dez dias de prisão.
Em 20 de junho de 2023, Fabiano Atanásio da Silva, o FB, foi a juri popular. Ele havia sido capturado em 27 de janeiro de 2012 e preso preventivamente no presídio federal de Catanduvas. O Tribunal de Justiça do Rio afirmou que não havia provas além dos depoimentos dos policiais de que ele estaria envolvido no ataque, e que havia sido eleito como inimigo público. Durante o julgamento, o copiloto tenente coronel Marcelo Mendes depôs, e vídeos do ocorrido foram mostrados. Ele foi condenado a 225 anos de prisão por 3 homicídios, 6 tentativas de homicídio e associação para o tráfico. Porém, seu advogado apontou que as provas para a condenação eram fracas e que iria recorrer. FB foi considerado o comandante da invasão pela polícia.

### Acusados que não foram julgados
O principal suspeito era Ilan Nogueira Sales, o Capoeira, que foi preso em 4 de abril de 2014, mas até 2023 não havia sido julgado pela invasão. O traficante Marcelo Xará foi acusado de coordenar a invasão de dentro do presídio de Bangu. Michel Carmo de Carvalho morreu antes de ser indiciado. Tássio Fernando Faustino, o Branquinho ou BR, e Ricardo Severo, o Faustão, foram baleados e presos no Morro da Fazendinha em 27 de novembro de 2010. Eliseu Felício de Souza, o Zeu, foi indiciado em agosto de 2010.

Outros citados pelo inquérito que nunca responderam foram  André Anchieta Duarte, o Menininho, Davi Moraes de Sá, o Paraíba, Edilson Lourenço de Azevedo, o Caroço, Emerson Ventapane da Silva, o Mão, Fábio Gonçalves da Silva, o Fabinho Bernard, Franklin Gomes dos Santos, o Frank, Luciano Martiniano da Silva, o Pezão, Luiz Augusto Oliveira de Farias, o Índio, Luiz Cláudio Machado, o Marreta, Marcelo da Silva Soares, o Macarrão, Paulo Rogério de Souza Paz, o Mica, Regis Eduardo Batista, o RG, Ricardo Adão Amorim, o Barata, Ricardo Severo, o Faustão, Sandra Helena Ferreira Gabriel, a Sandra Sapatão, Sandro Batista Rodrigues, o Naíba, Tassio Fernando Faustino, o Branquinho, e Welington Fernandes de Freitas, o Manteiguinha.